# Frankie Grande
Frank James Michael Grande Marchione, född 24 januari 1983 i New York, är en amerikansk dansare, skådespelare, sångare, producent, programledare och Youtube-profil. Han är äldre halvbror till sångerskan och skådespelerskan Ariana Grande.
Den 8 juni 2021 blev Grande förlovad med skådespelaren Hale Leon.

## Filmografi (i urval)
- 2014 – Big Brother
- 2015 – American Music Awards
- 2015 – Kids' Choice Awards
- 2017–2019 – Henry Danger (TV-serie)
- 2017 – Haters Back Off (TV-serie)
- 2018 – RuPauls dragrace
- 2018 – The Adventures of Kid Danger (TV-serie)
- 2020 – Danger Force (TV-serie)